# Didymodon
Didymodon ist eine Pflanzengattung aus der Familie Pottiaceae innerhalb der Laubmoose (Bryophyta).

## Merkmale
Die Pflanzen bilden hellgrüne, rötlichgrüne oder bräunliche bis schwärzliche Rasen oder Polster. Die Stämmchen sind aufrecht, einfach bis verzweigt, bis etwa 2 (max. 9) Zentimeter groß. Die Blätter sind eiförmig bis schmal lanzettlich oder dreieckig eiförmig, scharf zugespitzt bis abgerundet und feucht aufrecht abstehend bis zurückgebogen, haben meist zurückgebogene Blattränder und sind ganzrandig oder seltener gezähnt. Die Blattrippe reicht bis fast zur Blattspitze oder kann kurz austreten.
Die Laminazellen sind im gesamten Blattbereich mehr oder weniger gleichförmig, oben quadratisch, sechseckig, abgerundet bis kurz rechteckig und oft schwach papillös, unten quadratisch bis rechteckig und meist glatt.
Die Arten sind gewöhnlich diözisch. Die aufrechte Seta ist 0,3 bis 2 Zentimeter lang. Die Kapsel ist eiförmig bis zylindrisch und mehr oder weniger aufrecht, die Peristomzähne kurz aufrecht bis lang und gewunden, die Kalyptra kapuzenförmig.

## Systematik und Verbreitung
Die Gattung Didymodon wurde 1801 durch Johann Hedwig in Sp. Musc. Frond. 104 aufgestellt. Der Gattung Didymodon leitet sich von den altgriechischen Wörtern didymos = „doppelt“ oder Zwilling und odon für „Zahn“ ab, dies bezieht sich auf die paarweise angeordneten Peristomzähne.
Die Arten der kosmopolitisch verbreiteten Gattung Didymodon wurden oder werden oft der nahe verwandten Gattung Barbula zugerechnet. Weltweit gibt es um die 125 Arten.
In Deutschland, Österreich und der Schweiz sind die folgenden Arten vertreten:
- Spitzblättriges Doppelzahnmoos (Didymodon acutus, Syn.: Barbula acuta)
- Gipfel-Bärtchenmoos (Didymodon asperifolius, Syn.:  Barbula asperifolia)
- Herzblättriges Doppelzahnmoos (Didymodon cordatus, Syn.: Barbula cordata)
- Didymodon erosus, nur in Österreich, neue Art aus Spanien
- Falsches Bärtchenmoos (Didymodon fallax, Syn.: Barbula fallax)
- Sparriges Bärtchenmoos, Zurückgekrümmtes Doppelzahnmoos (Didymodon ferrugineus, Syn.: Barbula reflexa)
- Riesen-Bärtchenmoos, Großes Doppelzahnmoos (Didymodon giganteus, Syn.: Geheebia gigantea)
- Blaugrünes Doppelzahnmoos (Didymodon glaucus, Syn.: Barbula rigidula var. glauca)
- Gebirgs-Bärtchenmoos (Didymodon icmadophilus, Syn.: Barbula acuta subsp. icmadophila)
- Insel-Bärtchenmoos (Didymodon insulanus, Syn.: Barbula cylindrica)
- Johansens Bärtchenmoos (Didymodon johansenii, Syn.: Barbula johansenii)
- Bräunliches Doppelzahnmoos (Didymodon luridus, Syn.: Barbula trifaria)
- Didymodon maschalogenus, nur in Österreich
- Didymodon nicholsonii (Barbula nicholsonii)
- Mauer-Bärtchenmoos, Steifes Doppelzahnmoos (Didymodon rigidulus, Syn.: Barbula rigidula)
- Buchtiges Bärtchenmoos (Didymodon sinuosus, Syn.: Barbula sinuosa)
- Bräunliches Bärtchenmoos, Scheiden-Doppelzahnmoos (Didymodon spadiceus, Syn.: Barbula spadicea)
- Stumpfes Bärtchenmoos (Didymodon subandreaeoides, Syn.: Barbula andreaeoides)
- Didymodon tomaculosus (Barbula tomaculosa)
- Tuff-Bärtchenmoos (Didymodon tophaceus, Syn.: Barbula tophacea)
- Didymodon umbrosus (Barbula umbrosa): Sie kommt in den US-Bundesstaaten Kalifornien, New Mexico, New York sowie Texas, in Mexiko, Südamerika und Europa vor.[1]
- Weinberg-Bärtchenmoos, Weinberg-Doppelzahnmoos (Didymodon vinealis, Syn.: Barbula vinealis): Die etwa zwei Varietäten sind von Nordamerika über Mexiko sowie Zentral-, Südamerika und in Islabdm in Eurasien, Nordafrika und auf Pazifischen Inseln weitverbreitet.[1]